# Portada/efemèride juny 6
Miquel Badia, un dels detinguts pel complot de Garraf.
« 5 de juny · 6 de juny · 7 de juny »